# P562 Viben
P562 Viben (vibe) var et dansk patruljefartøj af Flyvefisken-klassen benyttet af Søværnet. Efter omorganiseringen af eskadrerne i 2004 og frem til udfasningen i 2010 hørte skibet under division 24 (missilfartøjsdivisionen) i 2. Eskadre. Viben har desuden deltaget i flere internationale operationer såsom UNIFIL og Operation Active Endeavour.
Skibet er siden hen blevet solgt til Marinha Portuguesa for 1 million euro i 2014 hvor det har fået navnet P590 Tejo. Skibet ankom til Lissabon 12. maj 2015 hvor det skal ombygges til at møde de portugisiske behov ved det statsejede værft Arsenal do Alfeite for 6 millioner euro.
Kun et skib har tidligere benyttet navnet Viben i den danske flåde: torpedobåden P568 Viben (1955-1965) – (Kriegsmarines S68)